# Alchemilla alba
Alchemilla alba é uma espécie de rosácea do gênero Alchemilla, pertencente à família Rosaceae.